# الذئب
الذئب (به عربی: شعب الذئب) یک منطقهٔ مسکونی در عربستان سعودی است که در استان جازان واقع شده‌است.